# Jean-Baptiste Joseph Accarier
Jean-Baptiste Joseph Accarier, né le 3 mars 1773 à Besançon (Généralité de Besançon, Doubs) et décédé le 7 août 1837 à Arc-lès-Gray (Haute-Saône), est un homme politique français.

## Biographie
Industriel, maitre verrier et maître de forges à Chassey-les-Montbozon, il est maire d'Arc-lès-Gray de 1827 à 1830 et député libéral du 4e collège de la Haute-Saône de 1830 à 1833.
Élu député en 1830 face au candidat royaliste, M. de Villeneuve, il siège à l'extrême gauche. Reconduit dans ses fonctions en 1831, il démissionne le 19 juin 1833 pour raisons de santé.